# شيريل شيفرز
شيريل إل. شيفرز (بالإنجليزية: Cheryl L. Shavers) (من مواليد 26 ديسمبر عام 1953، سان ماركوس، تكساس)، عالمة كيمياء وخبيرة في أشباه الموصلات أمريكية، عملت بمثابة رئيس مجلس ومدير تنفيذي. بعد حصولها على شهادة في الكيمياء، عملت مهندسة في شركة موتورولا. عادت شيفرز إلى الجامعة لعدة سنوات، وحصلت على درجة الدكتوراه في كيمياء الحالة الصلبة، قبل العودة إلى مجال الصناعة الخاص بها. ثابرت في عملها في وادي السيليكون، في شركتي هوليت-باكارد وإنتل. ثم شغلت منصب وكيل وزارة التجارة للمعايير والتكنولوجيا تحت إدارة كلينتون (1999-2001)، وهي وكالة مسجلة لبراءات الاختراع في مكتب الولايات المتحدة لبراءات الاختراع والعلامات التجارية. بعد إنهائها الخدمة الحكومية عام 2001، أنشأت شركة استشارية تدعى غلوبال سمارت. أُدرج اسمها في قاعة المشاهير النسائية في مجال التكنولوجيا (دبليو آي تي آي) وقاعة مشاهير كلية الفنون والعلوم الليبرالية في جامعة ولاية أريزونا.

## المهنة
في عام 1976، بدأت شيفرز العمل في قطاع شبه الموصلات في شركة موتورولا في فينيكس. وشجعت شركة موتورولا الخريجين الجُدد على المتابعة للحصول على دراسات عليا، ومن ذلك، درست شيفرز الديناميكا الحرارية في قسم الكيمياء.
في عام 1978، غادرت شيفرز شركة موتورولا للالتحاق في جامعة ولاية أريزونا، والعودة إلى مجال الصناعة بعد حصولها على درجة الدكتوراه في كيمياء الحالة الصلبة عام 1981. قدمت أطروحتها تحت عنوان «دراسات نظرية وتجريبية في الكيمياء البلورية»، ونشرت بعض المقالات أيضًا حول الأكاسيد والنتريدات.
تمثلت خطوتها التالية بانضمامها إلى شركة هوليت-باكارد في كاليفورنيا، بشغلها منصب مهندس التطوير لعمليات أشباه الموصلات. ثم انتقلت إلى قسم الشؤون القانونية الفنية، وشغلت منصب وكيل لبراءات الاختراع في مكتب الولايات المتحدة لبراءات الاختراع والعلامات التجارية، وأمضت أربع سنوات في هذا العمل حتى حصولها على شهادة في القانون. ومع ذلك، وجدت شيفرز أن العمل مملًا، لذا قررت العودة إلى العلم والتكنولوجيا، وشغلت منصبًا إداريًا للمبتدئين في مختبر الصمام الثنائي للإلكترونيات الدقيقة في شركة ويلتون. وعندما حُلَّت الشركة، استمرت شيفرز بالعمل على أبحاثها حول تطبيقات الأغشية الرقيقة في شركة فاريان.
عُيِّنت شيريل من قِبَل شركة إنتل، وسرعان ما ارتقت بعملها وتقلدت مناصب الإدارة العليا. اهتمت شيريل بالكتابة وكانت تكتب عمود أسبوعي تحت عنوان «المرأة في التكنولوجيا» لصحيفة سان خوسيه ميركوري نيوز. وفي عام 1999، رُشِّحت من قِبَل الرئيس بيل كلينتون للعمل بمثابة وكيل وزارة التجارة للتكنولوجيا. في عام 2001، تركت الخدمة الحكومية وأسَّست شركة استشارية تدعى غلوبال سمارت. أنتجت واستضافت برامج الحوار الإذاعي، وتقلدت مناصب في مجلس إدارة العديد من شركات التكنولوجيا.

## المكتب الحكومي
عيَّن مجلس الشيوخ الأميركي شيريل شيفرز بمثابة وكيل وزارة التجارة للمعايير والتكنولوجيا عام 1999 حتى عام 2001.
وقد شمل دورها هذا الإشراف على إدارة التكنولوجيا التابعة لوزارة التجارة ومكتب سياسة التكنولوجيا، بالإضافة إلى المعهد الوطني للمعايير والتكنولوجيا، ودائرة المعلومات التقنية الوطنية، ومكتب التسويق الفضائي.
وبالإضافة إلى تقديم المشورة والمشاركة في وضع السياسات، عملت شيريل على معايير التشفير والتوقيعات الرقمية لدعم تطوير التجارة على الشبكة أثناء فترة عملها.
وبوصفها وكيلة للوزير، مثلَّت شيريل أيضًا وزارة التجارة في مجموعة متنوعة من منتديات العلم والتكنولوجيا، بما في ذلك العمل بمثابة رئيس مشارك للجنة الفرعية للتكنولوجيا في إطار الشراكة الأمريكية المصرية من أجل النمو الاقتصادي.

## مراتب الشرف
- قاعة الشهرة، المرأة في التكنولوجيا الدولية (1996)[7]

- قاعة الشهرة، كلية الآداب والعلوم الليبرالية (1997)

## حياتها الشخصية
تعيش شيفرز في سانتا كلارا، كاليفورنيا مع زوجها وابنتها وأبنائها التوأم. في مقابلة مع مجلة إيبوني عام 2000، صرَّحت: «لدي ابنة عمرها 4 سنوات وأنا أرى نفسي مسؤولة عن الأطفال الذين تتراوح أعمارهم بينها وبيني وذلك لضمان المسار الذي أشتغل فيه في أن يُصبح أوسع وأوسع».